# Acta india
El Acta India (Loi sur les Indiens, nombre largo Una ley para enmendar y consolidar las leyes que respetan a los indios) es una ley del Parlamento canadiense que se refiere a los indios registrados, sus bandas y el sistema de reservas indias. Aprobado por primera vez en 1876 y aún vigente con enmiendas, es el documento principal que define cómo interactúa el Gobierno de Canadá con las 614 bandas de las Primeras Naciones en Canadá y sus miembros. A lo largo de su larga historia, el acta ha sido objeto de controversia y ha sido interpretado de diferentes maneras tanto por los canadienses indígenas como por los canadienses no indígenas. La legislación se ha modificado muchas veces, incluidos «más de cinco cambios importantes» realizados en 2002.
El acta tiene un alcance muy amplio y cubre la gobernanza, el uso de la tierra, la atención médica, la educación y más en las reservas indias. En particular, el Acta India original define dos elementos que afectan a todos los indígenas canadienses :
El acta se aprobó porque el estado se relacionó de manera diferente con las Primeras Naciones (históricamente llamadas «indios») en comparación con otros grupos étnicos. La nación de Canadá heredó arreglos legales de los períodos coloniales bajo Francia y Gran Bretaña, como la Proclamación Real de 1763 y varios tratados. Debido al estado soberano de las naciones indias en los períodos coloniales, la constitución de Canadá asigna específicamente los asuntos indígenas a los gobiernos federales, en lugar de provinciales, según los términos de la Sección 91 (24) del Acta Constitucional de 1867. El Acta India reemplazó cualquier ley sobre el tema aprobada por una legislatura local antes de que una provincia se uniera a la Confederación Canadiense, creando una política nacional definitiva. El acto no es un tratado; es la respuesta legal de Canadá a los tratados. El carácter unilateral de la ley se impuso a los pueblos indígenas después de la aprobación del gobierno canadiense, en contraste con los tratados, que fueron negociados. Este aspecto fue resentido y resistido por muchos pueblos indígenas en Canadá. Sin embargo, como mencionó el gobernador general cuando se aprobó la ley el 12 de abril de 1876, muchas de sus disposiciones fueron sugeridas por los Consejos de Indios de las provincias más antiguas. El Dr. Jones, el jefe de los indios de Mississauga, informó que las medidas fueron generalmente altamente aprobadas por los indios, especialmente aquellas cláusulas y arreglos relacionados con la elección de jefes y la emancipación gradual de los miembros de las tribus.